# Maximilian Adam Franz von Starhemberg
Graf Maximilian Adam Franz von Starhemberg (* 11. Oktober 1669; † 22. November 1741) war k. k. Feldmarschall.

## Herkunft
Er entstammt der Heinrich’schen Hauptlinie der Familie Starhemberg. Seine Eltern waren Bartholomäus von Starhemberg (* 1625; † 22. März 1676) und dessen Ehefrau Gräfin Esther von Windischgrätz († 20. Juni 1697). Er war der jüngere Bruder von Guido von Starhemberg (1657–1737).

## Leben
Er trat schon in jungen Jahren in kaiserliche Dienste. Er nahm als einfacher Offizier an verschiedenen Feldzügen teil. Im Jahr 1702 wurde er dann persönlicher Adjutant des Kaisers Joseph I., mit dem er an der Belagerung von Landau teilnahm. Im folgenden Jahr wurde er Oberst und Inhaber des Infanterie-Regimentes Nr. 24 (und Nachfolger seines Vaters). Er kämpfte an der Spitze des Regiments mit Auszeichnung in Italien, unter anderem bei der Belagerung von Verona. Im Jahr 1704 wurde er zum Generalfeldwachtmeister befördert. Er kam als solcher 1705 in das Piemont. Dort wurde er am 12. Januar 1706 zum Feldmarschall-Lieutenant befördert.
Er wurde nach Ungarn verlegt, um die Rebellen unter Rakoczy bekämpfen. Er besetzte die Stadt Güns und wurde im Jahr 1708 zum Kommandant von Tyrnau ernannt. Bei der Übernahme der Stadt wurde er von den Rebellen überfallen, gefangen genommen und in die Nové Zámky-(Festung Neuhäusel) gebracht. Aber nach neun Monaten konnte er entkommen und gelangte über Schlesien und Mähren nach Wien. Begleitet wurde er vom ungarischen General Ocskay; dieser war Kommandant des Schlosses Zips und stand zuvor in Diensten von Rakoczy.
In Wien wurde er zum Hofkriegsrat und General-Feldzeugmeister befördert. Er kämpfte im 6. Türkenkrieg in der Schlacht von Peterwardein, bei der Belagerung von Temeswar und 1717 vor Belgrad (Kommandant des rechten Flügels, 1. Treffen). Seine Umsicht und Tapferkeit wurde in den Berichten des Prinz Eugen erwähnt. 1717 wurde er auch Superintendant der neu errichteten Ingenieur-Akademie in Wien, 1719 geheimer Rat, am 2. August 1719 Stadtgarde-Oberstlieutenant oder Vice-Kommandant von Wien, 1720 General-Feld-, Land- und Hauszeugmeister (vergleichbar dem General-Direktor der Artillerie). Am 1. Oktober 1723 wurde er zum Feldmarschall ernannt.
Als Feldmarschall hielt er sich meist in Wien auf. Er war Vertreter des Stadt-Kommandanten Graf Wirich Philipp von Daun. Als sich der Kaiser 1732 nach Prag reiste, wurde er Mitglied der Regierung, die den Kaiser vertrat. Als während des Polnischen Erbfolgekrieges im Jahr 1734 der Prinz Eugen und der Grafen Lothar von Königsegg abwesend war, vertrat er diese als Hofkriegsrats-Präsident. Später war er der Vorsitzende des Untersuchungsausschusses gegen den Feldmarschall Graf Caraffa wegen des Verlustes von Neapel.
Nach dem Tod des Kaisers Karl VI. im Jahr 1740 wurde er in allen Ämtern und Würden von der Kaiserin Maria Theresia übernommen. Als dann 1741 der Graf Daun starb, wurde er von ihr zum Stadt-Kommandanten von Wien ernannt. Aber wegen seines Alters überließ er die Pflichten teils dem Grafen Daun und teils dem Grafen Khevenhüller.
Er starb im November 1741 und wurde nach seinem Tod in seiner Gruft in Bildstein in Vorarlberg beigesetzt.

## Familie
Starhemberg heiratete im Jahr 1706 die Gräfin Franziska von Lannoy (1683–1724). Das Paar hatte mehrere Kinder:
- Emanuel Michael Guidobald (* 2. März 1708; † 21. Februar 1771), k. k. Generalmajor ⚭ 1738 Gräfin Maria Wilhelmine von Starhemberg (* 6. Mai 1715; † 8. Juni 1800)
- Maria Anna Franziska (* 1710; † 3. März 1762) ⚭ 1740 Karl Heinrich von Könitz († 1745 bei Hohenfriedberg), Generalmajor[1]
- Reichard (* 13. Oktober 1718; † 24. April 1770)[2], Oberst
- Maria Antonia (* 1719; † 13. Juli 1751)
- Johann Guidobald Josef Philipp (* 4. März 1720; † 12. November 1763), k. k. Generalmajor ⚭ Gräfin Maria Innocentia von Auersperg (* 14. September 1722; † 25. April 1789)

Nach dem Tod seiner ersten Frau heiratete er 1735 die Gräfin Guidobaldine von Starhemberg (* 6. Dezember 1706; † 23. Juni 1767), eine Tochter des Grafen Gundemar Joseph von Starhemberg. Das Paar hatte einen Sohn:
- Guidobald Johann Nepomuzen, (* 4. März 1736; † 13. September 1781)